# Pevna, Ciudniv
Pevna (în ucraineană Певна) este un sat în comuna Jerebkî din raionul Ciudniv, regiunea Jîtomîr, Ucraina.

## Demografie
Componența lingvistică a localității Pevna
     Ucraineană (97,92%)
     Rusă (2,08%)
Conform recensământului din 2001, majoritatea populației localității Pevna era vorbitoare de ucraineană (97,92%), existând în minoritate și vorbitori de rusă (2,08%).